# Plutonia angulosa
Plutonia angulosa (Morelet, 1860) é uma espécie de lesma pertencente à família Vitrinidae endémica dos Açores.